# Sarcophaga pyrenaica
Sarcophaga pyrenaica är en tvåvingeart som beskrevs av Seguy 1941. Sarcophaga pyrenaica ingår i släktet Sarcophaga och familjen köttflugor.
Artens utbredningsområde är Frankrike. Inga underarter finns listade i Catalogue of Life.